# Exology Chapter 1: The Lost Planet
Exology Chapter 1: The Lost Planet (estilizado como EXOLOGY CHAPTER 1: THE LOST PLANET) é o primeiro álbum ao vivo do grupo masculino sino-coreano EXO, lançado em 22 de dezembro de 2014 pela S.M. Entertainment e distribuído pela KT Music. Ele é composto em dois CDs que totalizam 36 canções, incluindo faixas individuais de cada um dos integrantes e versões de estúdio de algumas de suas músicas anteriormente remixadas. O álbum foi lançado em duas versões: normal e especial.

## Lista de faixas

### CD 1
| N.º | Título                                    | Duração |  |
| 1.  | "The Lost Planet (Live)"                  | 4:29    |  |
| 2.  | "Haka (Live)"                             | 0:45    |  |
| 3.  | "MAMA (Rearranged) (Live)"                | 4:26    |  |
| 4.  | "Let Out the Beast (Live)"                | 3:33    |  |
| 5.  | "I'm Lay (LAY Solo) (Live)"               | 1:12    |  |
| 6.  | "Moonlight (Live)"                        | 4:27    |  |
| 7.  | "Delight (CHANYEOL Solo)"                 | 1:45    |  |
| 8.  | "Angel (Live)"                            | 3:02    |  |
| 9.  | "Black Pearl (Rearranged) (Live)"         | 3:09    |  |
| 10. | "Up Rising (CHEN Solo) (Live)"            | 1:45    |  |
| 11. | "XOXO (Kisses & Hugs) (Live)"             | 3:14    |  |
| 12. | "Beat Maker (SEHUN Solo) (Live)"          | 1:32    |  |
| 13. | "Love, Love, Love (Rearranged) (Live)"    | 3:44    |  |
| 14. | "Thunder (Live)"                          | 3:12    |  |
| 15. | "Tell Me What Is Love (D.O. Solo) (Live)" | 1:49    |  |
| 16. | "My Lady (Live)"                          | 3:33    |  |
| 17. | "My Turn To Cry (BAEKHYUN Solo) (Live)"   | 1:25    |  |
| 18. | "Baby Don't Cry (Live)"                   | 4:04    |  |

### CD 2
| Lista de faixas |                                                    |         |  |
| N.º             | Título                                             | Duração |  |
| 1.              | "Machine (Live)"                                   | 2:41    |  |
| 2.              | "Breakin' Machine (XIUMIN Solo) (Live)"            | 1:05    |  |
| 3.              | "3.6.5 (Live)"                                     | 3:08    |  |
| 4.              | "History (Live)"                                   | 3:31    |  |
| 5.              | "Beautiful (SUHO Solo) (Live)"                     | 1:31    |  |
| 6.              | "Peter Pan (Live)"                                 | 3:53    |  |
| 7.              | "Metal (TAO Solo) (Live)"                          | 1:25    |  |
| 8.              | "Deep Breath (KAI Solo) (Live)"                    | 1:28    |  |
| 9.              | "Overdose (Live)"                                  | 3:28    |  |
| 10.             | "Wolf - The Legend Begins (Live)"                  | 0:37    |  |
| 11.             | "Wolf (Live)"                                      | 3:52    |  |
| 12.             | "Growl (Live)"                                     | 3:28    |  |
| 13.             | "Lucky (Live)"                                     | 3:29    |  |
| 14.             | "Black Pearl (Rearranged) [Studio Version] (Live)" | 3:09    |  |
| 15.             | "Love, Love, Love (Acoustic Version) (Live)"       | 3:46    |  |
| 16.             | "Wolf (Stage Version) [Studio Version] (Live)"     | 4:16    |  |
| 17.             | "Growl (Stage Version) [Studio Version] (Live)"    | 5:29    |  |
| 18.             | "December, 2014 (The Winter’s Tale) (Live)"        | 3:37    |  |

Notas: As faixas bônus são "Black Pearl (Rearranged) (Studio Version)", "Love, Love, Love (Acoustic Version) (Studio Version)", "Wolf (Stage Version) (Studio Version)", "Growl (Stage Version) (Studio Version)" e "December, 2014 (The Winter's Tale)".

## Desempenho nas paradas
| Parada                     | Melhor posição |
| -------------------------- | -------------- |
| South Korean Albums (Gaon) | 1              |
| Japanese Albums (Oricon)   | 22             |

## Vendas
| Região               | Vendas  |
| -------------------- | ------- |
| Coreia do Sul (Gaon) | 80,000+ |
| Japão (Oricon)       | 10,568+ |